# تقاضای نهایی
تقاضای نهایی در اقتصاد، تغییر در تقاضا برای یک کالا یا خدمت در پاسخ به یک تغییر خاص در قیمت آن است. به‌طور معمول، با افزایش قیمت کالاها یا خدمات، تقاضا کاهش می‌باد و برعکس. کالاها یا خدماتی که تغییرات قیمتشان باعث تغییر نسبتاً بزرگی در تقاضا می‌شود، کشش‌پذیر و کالاها یا خدماتی که تغییرات قیمتشان باعث تغییر نسبتاً کمی در تقاضا می‌شود، بی‌کشش هستند.